# Recorrupted
Albums de Whitechapel
A New Era of Corruption
(2010)
Recorrupted est le premier EP, et la dernière production en date, du groupe de deathcore américain Whitechapel. Il est sorti le 8 novembre 2011 sous le label Metal Blade Records en édition limitée.
C'est le premier effort enregistré avec le nouveau batteur Ben Harclerode depuis le départ de Kevin Lane.

## Membres du groupe
- Phil Bozeman – chant
- Alex Wade – guitare
- Ben Savage – guitare
- Zach Householder - guitare
- Gabe Crisp – basse
- Ben Harclerode – batterie

## Production[1]
- Produit par Miah Lajeunesse
- Mixé et masterisé par Mark Lewis
- Artwork par Mike Milford

## Liste des titres
1. Section 8 - 4:26
2. Strength Beyond Strength (Pantera cover) - 3:47
3. Breeding Violence (Big Chocolate Remix) - 2:52
4. This Is Exile (Ben Weinman Remix) - 3:15
5. End of Flesh (Acoustic Version) - 4:19